# Ján Vyparina
Ján Vyparina byl slovenský a československý politik a meziválečný poslanec Národního shromáždění za Československou sociálně demokratickou stranu dělnickou.

## Biografie
Podle údajů k roku 1920 byl profesí železničářem v Prešově.
V parlamentních volbách v roce 1920 se stal za Československou sociálně demokratickou stranu dělnickou poslancem Národního shromáždění. Mandátu se ale ještě v roce 1920 vzdal. Jako náhradník za něj měl nastoupit Ján Šebestyán. Ten se ale funkce vzdal a tak jako náhradník místo něj usedl Juraj Krejčí.